# Fédération internationale de wushu
La Fédération internationale de wushu ou IWUF (国际武术联合会, anglais : International Wushu Federation) est une organisation, fondée le 3 octobre 1990 à Pékin, œuvrant pour la promotion des compétitions de wushu et l'union des différentes fédérations de wushu moderne à travers le monde.
L'IRF est affiliée à l'Association générale des fédérations internationales de sports et à l'Association des fédérations internationales de sports reconnues par le Comité international olympique en 1999. Elle est également partie prenante de l'Agence mondiale antidopage.

## Membres
Actuellement, 106 fédérations nationales sont rattachées à l'IWUF.
| Afrique African Wushu Federation | Amériques Panamerican Wushu Federation | Asie Wushu Federation of Asia | Europe European Wushu Federation | Océanie Oceania Wushu Federation Limited                    |
| --- | --- | --- | --- | ----------------------------------------------------------- |
| - Rwanda - Mozambique - Algérie - Botswana - Cameroun - République démocratique du Congo - Comores - Égypte - Kenya - Afrique du Sud - Mali - Mauritanie - Sierra Leone - Somalie - Zambie - Zimbabwe - Maurice - Seychelles - Guinée - Tanzanie - Sénégal - Éthiopie - Malawi - Libye - République du Congo - Nigeria - Togo - Gabon - Liberia - Maroc - Madagascar - Tunisie - Ouganda - Soudan - Côte d'Ivoire - Bénin | - Cuba - République dominicaine - Pérou - Guyana - Jamaïque - Sainte-Lucie - Uruguay - Venezuela - Porto Rico - Bolivie - Mexique - Chili - Équateur - États-Unis - Trinité-et-Tobago - Paraguay - Costa Rica - Colombie - Canada - Brésil - Bermudes - Barbade - Argentine - Haïti | - Bangladesh - Chinese Taipei - Macao - Syrie - Viêt Nam - Yémen - Pakistan - Iran - Turkménistan - Maldives - Thaïlande - Singapour - Palestine - Corée du Nord - Cambodge - Irak - Jordanie - Laos - Birmanie - Sri Lanka - Ouzbékistan - Philippines - Malaisie - Koweït - Corée du Sud - Kirghizistan - Kazakhstan - Japon - Inde - Indonésie - Hong Kong - Chine - Brunei - Afghanistan - Tadjikistan - Mongolie - Liban - Népal | - Moldavie - Bosnie-Herzégovine - Chypre - Lituanie - Saint-Marin - Norvège - Turquie - Monaco - Monténégro - Pays-Bas - Malte - Slovaquie - Suède - Pologne - Portugal - Roumanie - Russie - Serbie - Slovénie - Suisse - Ukraine - Andorre - Tchéquie - Grèce - Autriche - Israël - Italie - Finlande - Irlande - Islande - Luxembourg - Croatie - Bulgarie - Biélorussie - Belgique - Azerbaïdjan - Arménie - Espagne - Estonie - France - Grande-Bretagne - Géorgie - Allemagne - Hongrie - Lettonie | - Fidji - Nouvelle-Calédonie - Nouvelle-Zélande - Australie |

## Compétitions
Compétitions internationales organisées par l'IWUF :
- Championnat du monde de wushu
- Championnat du monde de wushu junior
- Championnat du monde de wushu traditionnel
- Coupe du monde de sanshou